# تشارلز جونسون (لاعب كرة قدم)
تشارلز جونسون (بالإنجليزية: Charles Johnson)‏ (و. 1989  م) هو لاعب كرة قدم أمريكية، من الولايات المتحدة، ولد في إلسمير، يلعب كمستقبل واسع ‏.

## التعليم
تعلم في Lloyd Memorial High School ‏.